# 뚜머롱현
뚜머롱현(베트남어: Huyện Tu Mơ Rông / 縣都莫龍)은 베트남 중부 고원 지방 꼰뚬성의 현이다.

## 행정 구역
뚜머롱현은 11사를 관할하고 있다.

### 사
- 망리사 (Xã Măng Ri, 芒如社)
- 응옥러이 사 (Xã Ngọk Lây, 奧雷社)
- 응옥예우 사 (Xã Ngọk Yêu, 奧約社)
- 떼쌍사 (Xã Tê Xăng, 濟腔社)
- 반쑤오이사 (Xã Văn Xuôi, 文吹社)
- 닥하 사 (Xã Đắk Hà, 得河社)
- 닥나 사 (Xã Đắk Na, 得納社)
- 닥러옹 사 (Xã Đắk Rơ Ông, 得如翁社)
- 닥사오 사 (Xã Đắk Sao, 得梢社)
- 닥떠깐 사 (Xã Đắk Tơ Kan, 得德社)
- 머롱사 (Xã Tu Mơ Rông, 都莫龍社)